# Костас Хадзіс
Костас Хадзіс (грец. Κώστας Χατζής, 13 серпня 1936 року, Лівадія) — грецький співак, музикант і композитор, автор пісень. Співає соціальні балади, головний представник соціальної балади в Греції. Він створив свій власний стиль виконання грецької пісні під гітару.

## Ранні роки
Костас Хадзіс народився в Греції в місті Лівадія. Походить з циганської родини. Його дід був популярним кларнетистом, а батько дуже добре грав на цимбалах. Коли Костасу було шістнадцять років, батько брав його з собою, і він співав на весіллях і хрестинах.

## Творча біографія
У 1957 році Хадзіс оселився в Афінах, приступив до запису пісень в 1961 році. 1961 року вперше виступає в концертному залі. 1963 року він записав свій перший альбом з піснею Міміса Плессаса «Έφυγε η αγάπη μου» (укр. «Він залишив свою любов»). Його талант швидко помітили великі композитори того часу. Манос Хадзідакіс, Міміс Плессас , Мікіс Теодоракіс, Янніс Маркопулос пишуть для нього пісні. Він став дуже популярним вже до середини 1960-х років.
В кінці 1970 року Костас Хадзіс відвідав Америку з концертами для грецької діаспори. Під час туру колишній президент США Джиммі Картер запропонував йому зустрітися у Білому домі, щоб привітати його і відзначити особисто його роботу. Хадзіс є одним з небагатьох грецьких художників, які були запрошені президентом США і отримали високу оцінку їхньої праці та особисту подяку від президента.
Хадзіс співпрацював з багатьма видатними співаками, серед яких: Харіс Алексіу, Марінелла, Антоніс Ремос. Надзвичайно успішною виявилася співпраця з Марінеллою. Вони виступали разом в нічних клубах. 28 березня 1976 року відбулася прем'єра програми, під час якої було виконано 52 нові пісні. Програма мала шалений успіх. 1976 року вийшов потрійний альбом «Ρεσιτάλ», який мав великий комерційний успіх, досягнувши 1 000 000 продажів на сьогоднішній день і є одним з десяти найкомерційніших дисків грецької музики Музику для всіх пісень альбому написав Костас Хадзіс.. З Марінеллою Хатзіс пізніше співпрацював у 1980 році (альбом «Το ταμ ταμ») і в 1987 році з альбомом «Συνάντηση» (укр. «Зустріч»).
9 жовтня 2009 року відбувся концерт на Кіпрі, в якому Хадзіс виконав старі й нові хіти.
Влітку 2011 року пройшли концерти Хадзіса у співпраці з Ельпідою на Кіпрі, у концертах також брали участь Марія Алексіу і Антонія Хадзіді. 18 жовтня 2011 року в Афінах у концертному залі «Мегарон» відбувся концерт Костаса Хадзіса, присвячений п'ятдесятиріччю його творчої діяльності. З ним співали Марія Алексіу і Антонія Хадзіді.

## Приватне життя
Він був одружений з німкенею Урсулою. Їх син, Александрос Хатзіс, професійно займається музикою, бере участь в концертах свого батька.

## Дискографія
За свою кар'єру Костас Хадзіс записав понад 50 сольних альбомів.
У 2009 році вийшов подвійний компакт-диск «Αντιθέσεις» (укр. «Контрасти») за участю Джулі Массіно і Александроса Хатзіса. Подвійний компакт-диск містить 67 пісень.